# Indios Verdes (Mexibús)
Indios Verdes es una de las 30 estaciones de servicio de la Línea 4 del Mexibús, esta se ubica en la Alcaldía Gustavo A. Madero, Ciudad de México.
Esta estación cuenta con servicio Ordinario, Rosa y Exprés.

## Historia
La línea 4 tiene 31 kilómetros en el recorrido desde el fraccionamiento "Los Héroes Tecámac", en el municipio de Tecámac, Estado de México al CETRAM La Raza, en la Alcaldía Gustavo A. Madero, Ciudad de México circulando por la Avenida de los Insurgentes, Autopista México-Pachuca, Vía Morelos, Avenida Nacional y Vialidad Mexiquense; y para brindar el servicio cuenta con 30 estaciones y 71 autobuses.
Al igual que la línea I del Mexibús, se tiene contemplada una ampliación al Aeropuerto Internacional Felipe Ángeles.

## Información general

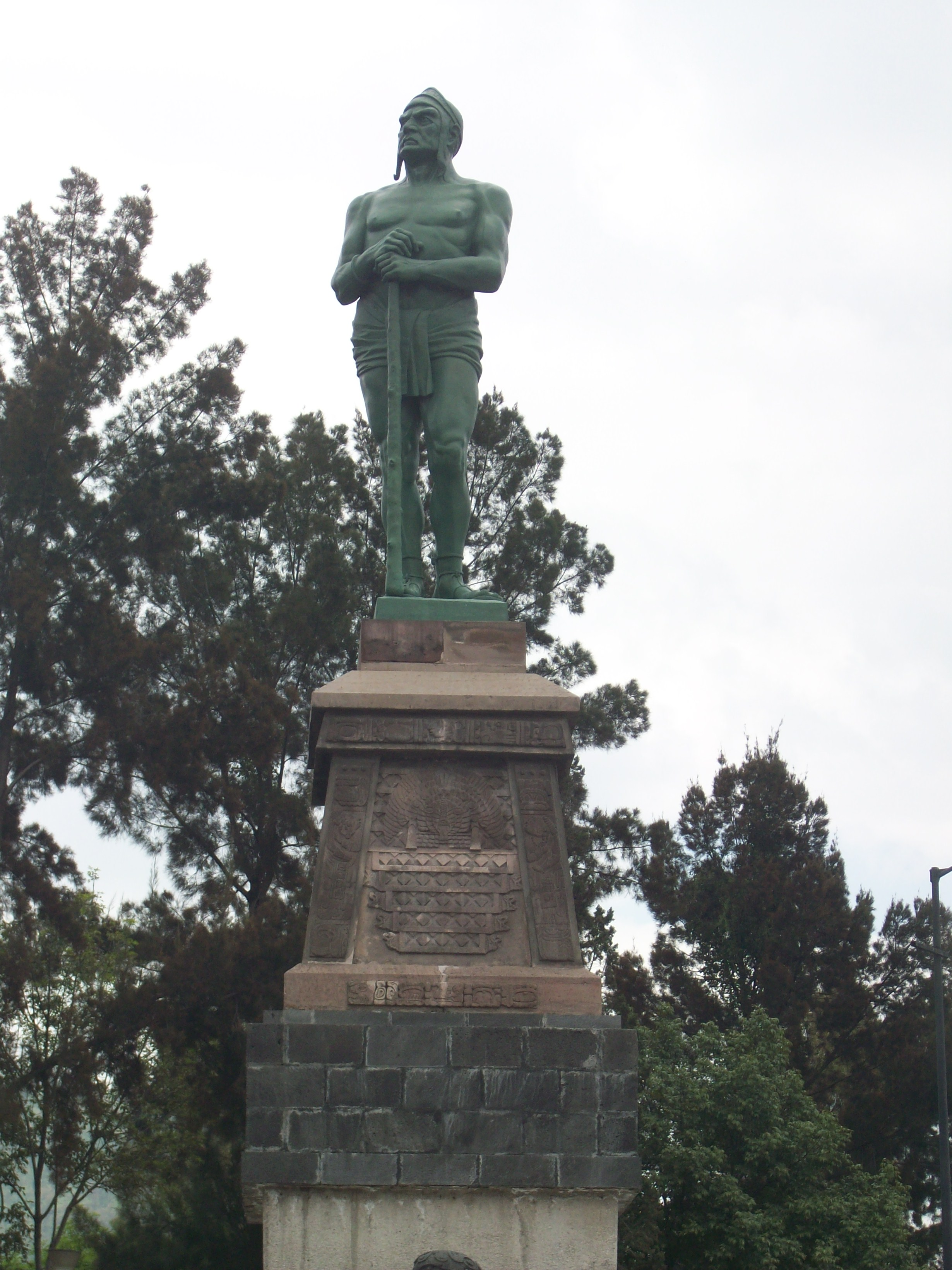
Estatua en honor de Itzcóatl, la cual inspiró el nombre de la estación.

El nombre y logotipo de la estación se deben al aspecto de dos estatuas cercanas erigidas en memoria de los tlatoanis mexicas Itzcóatl y Ahuízotl, conocidas como Monumento a los Indios Verdes, las cuales están cubiertas de pátina formada en las superficies de bronce por acción de la humedad y la antigüedad. En esta estación se encuentran los talleres de Ticomán, donde se realiza mantenimiento mayor a los vagones del metro.
Indios Verdes cobra una gran relevancia en la vida cotidiana de la Zona Metropolitana del Valle de México. Siendo la estación con más afluencia de la red, en 2024 se estimó cerca de un millón de personas que utilizan sus servicios diariamente, está conectada con varias rutas de autobuses, microbuses y vagonetas que se dirigen a diversos municipios del Estado de México, algunos de estos son: Tlalnepantla de Baz, Ecatepec de Morelos, Tecámac, Coacalco de Berriozábal, Nextlalpan, Zumpango de Ocampo, Teotihuacán, Acolman, Atenco etc. y de Hidalgo, como lo son: Tizayuca, Tolcayuca, Villa de Tezontepec, Zapotlán de Juárez, Actopan, Ixmiquilpan, la capital Pachuca de Soto entre otros.

## Conectividad
Existen conexiones con las estaciones y paradas de diversos sistemas de transporte:
- Línea 3 del Metro de la Ciudad de México.
- Línea 1 y Línea 3 del Metrobús de la Ciudad de México.
- Línea 2 del Mexicable.
- Línea 1 del Cablebús.
- CETRAM Indios Verdes